# خوان دياز (عالم عقيدة)
خوان دياز (بالألمانية: Juan Díaz) (و. 1510 – 1546 م) هو عالم عقيدة إسباني، ولد في قونكة، توفي في نويبورغ آن در دوناو، عن عمر يناهز 36 عاماً.